# Señora de rojo sobre fondo gris
Señora de rojo sobre fondo gris es una novela del escritor español Miguel Delibes que se publicó en 1991 por Ediciones Destino, la editorial que ha publicado todas las obras del autor. Es la obra con más carga autobiográfica de Delibes pues en ella rinde una especie de homenaje a su esposa, Ángeles de Castro, fallecida el 22 de noviembre de 1974 con 51 años por un tumor cerebral.

## Argumento
El libro, ambientado en el verano y el otoño de 1975, narra a través de Nicolás, un prestigioso pintor en medio de una crisis creativa, los recuerdos que le evocan dos acontecimientos decisivos de su vida: la detención de su hija y su cuñado por motivos políticos y la enfermedad y la muerte de su mujer, Ana, de manera casi repentina, por un tumor cerebral.
Nicolás le cuenta todo esto en una especie de monodiálogo a sus hija, que se llama Ana, como su madre, y que acaba de salir de prisión. Sobre todo se centra en la muerte de Ana. Nicolás cuenta desde que se conocen y nacieron sus hijos, hasta cuando supieron de su enfermedad y el proceso de despedida y duelo que sufrieron ambos y que continúa sufriendo él. Fue cuando su hija entró en la cárcel cuando surgieron los primeros síntomas de la enfermedad de Ana, su hija vive todo el proceso en prisión. Ana era, para el pintor, una mujer que no solamente era bella, sino que, como afirma el pintor, "con su sola presencia aligeraba la pesadumbre de vivir". En esta novela parcialmente autobiográfica se recrean los últimos meses de la vida de su esposa Ángeles, Ana en el libro, mientras que Delibes es el pintor y narrador, de nombre Nicolás.

## Contexto del libro

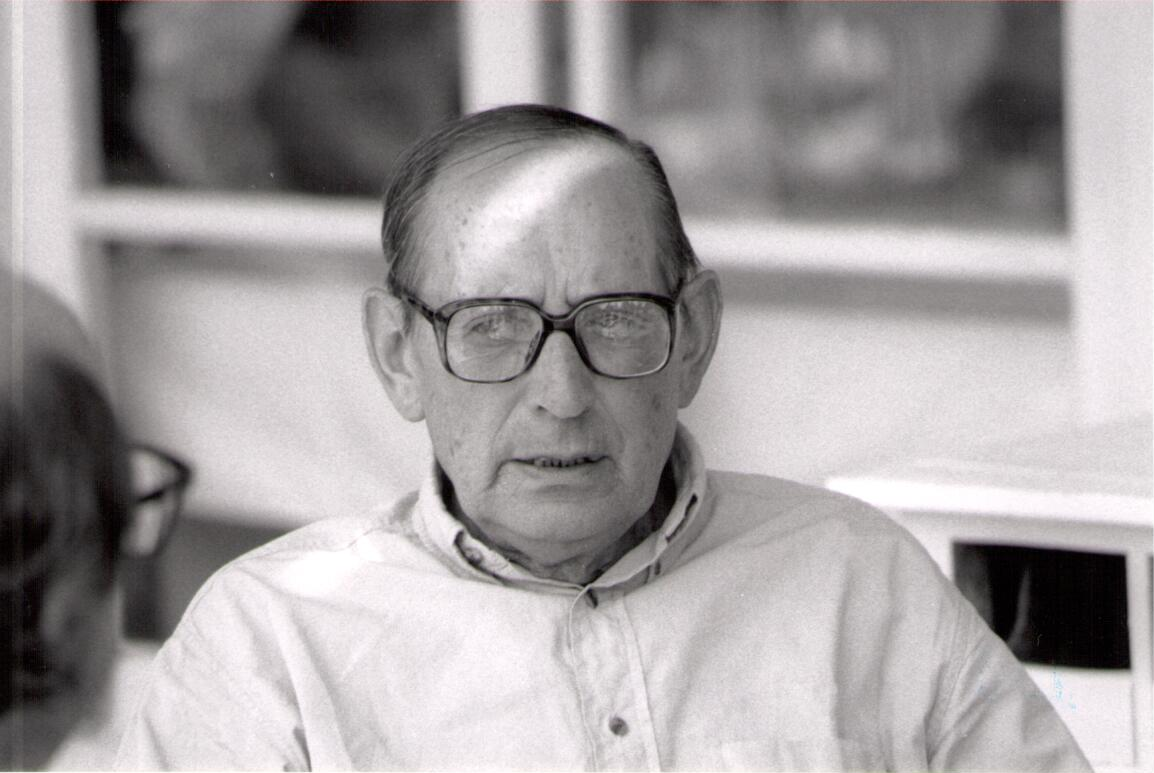
Delibes en julio de 1991 en El Escorial

Los paralelismos entre la vida de Miguel y Ángeles con la vida de Nicolás y Ana son evidentes: el retrato que aparece en la obra y que retrata a Ángeles, existe, no solo es la portada de su libro; el paralelismo entre el evento de nombramiento de Delibes como miembro de la RAE y el de Nicolás como académico de Bellas Artes una vez su esposa está muerta, también es un paralelismo evidente. La casa en la que se narra la historia es la casa de la familia, una casa que compraron juntos en 1971 y que apenas Ángeles disfrutó. Por último, también coinciden las fechas de los sucesos narrados a la historia española y a su historia personal con su familia y la enfermedad de Ángeles.
Esta novela fue para Miguel Delibes en primer lugar un desahogo más que un homenaje, porque en ella vuelca su parte más íntima. Antes incluso de publicarla les pidió permiso a sus hijos para poder hacerlo, puesto que sabía que no era una novela cualquiera, sino que en ella contaba la historia de su mujer y de la madre de todos ellos. El libro surgió porque Delibes consideraba que debía hacerle un homenaje al amor de su vida, pero también escribir esta novela le ayudó a superar parcialmente su muerte.
Esta obra literaria ha sido traducida al alemán, al italiano, al francés, al japonés, al polaco, al portugués, al rumano y al esperanto.

### Ángeles, la esposa de Delibes
Ángeles de Castro fue la mujer de Miguel Delibes, y la madre de los siete hijos que tuvieron en común, con quien estuvo desde que se hicieron novios en 1941 hasta que falleció en 1974. En esos años Ángeles fue, según palabras de Miguel Delibes, su “equilibrio” y su “mejor mitad”. Ella era la positividad y la alegría, cualidades que contrarrestaban el carácter pesimista, sombrío y melancólico del escritor. Ángeles fue, además, quien le adentró en el mundo de la lectura y quien le animó a escribir. Necesitó 17 años para poder publicar un libro sobre su muerte y lo hizo porque se sentía en deuda, Miguel Delibes sentía que era ingrato no escribir sobre una mujer que tanto le había dado y que tan feliz le había hecho.

## Características de la novela
Nicolás, el narrador en primera persona de la obra, tiene un parecido evidente con Miguel Delibes, sobre todo en cuanto a su profesión, pues ambos son creadores. Ana también tiene un gran parecido con Ángeles, en especial por haber tenido siete hijos y por la fecha y la causa de su muerte. Se considera que esta novela idealiza la figura de Ana-Ángeles y, aunque se pueda inspirar Miguel tanto en sí mismo como en su esposa, la conclusión es que son entes de ficción, personajes, no personas. La inspiración y el toque autobiográfico no debe de nublar la realidad: se trata de una ficción con características o inspiración autobiográfica. El toque autobiográfico es, además, una característica típica de las obras de este autor.
Ana, la hija con quien tiene la "conversación" Nicolás, no interviene ni una sola vez en la obra. Mientras que Nicolás habla ella solamente le escucha, incluso, cuando este le pregunta algo, es él mismo quien se responde, quien no cede su voz. Precisamente al tratarse de la visión de Nicolás de lo sucedido con la enfermedad de su mujer y con la detención de su hija y su cuñado su visión no es objetiva, sino parcial. Su aflicción por la pérdida de Ana, que no solo era su mujer, sino también su musa, su secretaria y su compañera, le hacen recordarla y reconstruirla ante su hija de una manera poco objetiva, pues le conmueven los hechos, el reflejo de Ana en la obra roza lo sobrenatural. El lector se encuentra ante un entusiasmo exagerado por parte de Nicolás como consecuencia de la situación de duelo ante la que se encuentra. Porque en realidad si se lee el texto con atención no todo era ideal, sino que también había problemas en el matrimonio. Esto es típico de la literatura de Miguel Delibes pues consideraba que solo con buenos sentimientos no se hace literatura.
Los problemas que se pueden intuir de la lectura son entre otros los problemas de Nicolás con el alcohol y los sedantes, que le ayudan a huir de sí mismo y de los problemas de su vida. Nicolás también se confiesa egoísta y poco agradecido con su mujer, además de miedoso, torpe, perezoso y pasivo. La grandiosidad de Ana reside precisamente en lo pequeño que Nicolás se ve a su lado, porque se ve a sí mismo pequeño y acomplejado, y solo Ana puede corregir los defectos innatos de su personalidad. Todo esto no nubla el recuerdo de Ana, ni de lo bonito y especial de su matrimonio, pero es evidente que en su monólogo las preocupaciones que tiene se mezclan con el recuerdo de su mujer y trata de calmar su propia mala conciencia alabando y elevando al máximo la imagen de Ana.
En cuanto al tiempo de la obra, aunque sea todo un monólogo de Nicolás, se producen saltos en el tiempo, con continuas digresiones y analepsis. A veces ese transcurso de los hechos se pausaba en recuerdos y anécdotas del pasado, todos ellos sirven para completar la imagen idílica de Ana, intercalados con los hechos que llevó el proceso de la enfermedad y la muerte de esta. El texto se puede asemejar a una crónica contada a través de un narrador en primera persona que ha sido un testigo presencial de los hechos.
El narrador en primera persona consigue que el lector conecte con el narrador, humaniza al personaje del narrador, se genera cercanía e intimidad. Este narrador protagonista, al final de la novela, pasa a ser prácticamente un mero cronista, poniendo en voz de otros personajes lo que significa la muerte de Ana, cerrando ellos la novela, y no él. Por último, el lenguaje sigue la línea de autor. Es un lenguaje sencillo y depurado, sin coloquialismos y sin florituras estéticas.

## Señora de rojo,el cuadro detrás de la obra
Señora de rojo es el retrato de Ángeles de Castro que pintó Eduardo García Benito en 1962. El cuadro, de 130 x 90 cm, retrata precisamente a una señora de rojo sobre un fondo gris, o azul, y de ahí proviene el nombre del libro. Ángeles lleva en él un largo vestido rojo; dos guantes blancos hasta el codo, uno puesto y otro sujeto en su mano izquierda; su mano derecha sujeta un bolso de mano negro y lleva un collar de perlas a juego con los pendientes.
Este cuadro ha sido restaurado en febrero del 2020 por las hermanas Luca de Tena, Cristina y María Francisca, en Madrid. Estaba en buenas condiciones salvo por algunas gotas de Coca-cola o café, que el escritor consumía habitualmente, y por las marcas de la silla del propio Delibes. Esto se debe a que el cuadro estaba situado detrás de su escritorio en su casa de Valladolid. El cuadro, ahora con los colores más vivos que nunca, se encuentra en la Sala de Exposiciones de La Pasión, en Valladolid.

## Adaptación al teatro
Señora de rojo sobre fondo gris (2018) es una obra de teatro adaptada por José Sámano, José Sacristán e Inés Camiña. La dirige y la produce José Sámano, y la protagoniza José Sacristán, reputado actor y amigo de Miguel Delibes, pues habían trabajado juntos en 1989. La versión teatral se adaptó en el 2008, pero no fue hasta noviembre del 2018 cuando se estrenó en San Sebastián de los Reyes, Madrid.
Esta obra refleja con fidelidad el relato en el que se inspira, por eso precisamente en primera instancia Delibes se negó a dar los derechos de la misma tanto para cine como para el teatro. Delibes finalmente aceptó que Sacristán llevara su obra al teatro poco antes de morir y sus hijos fueron las personas que autorizaron la adaptación que Sámano, Sacristán y Camiña realizaron. Sacristán, que continuará con las representaciones de esta obra teatral "hasta muy avanzado 2021" cree que posiblemente esta será su última obra y su despedida de los escenarios.
No es la única obra de Miguel Delibes que ha sido adaptada al teatro, también se han llevado al teatro Cinco horas con Mario, La hoja roja y Las guerras de nuestros antepasados.